# 上哈瓦农村居民点
上哈瓦农村居民点（俄语：Верхнехавское сельское поселение）是俄罗斯联邦沃罗涅日州上哈瓦区所属的一个农村居民点。其下辖有6个居民点，行政中心为上哈瓦。据2016年统计，该农村居民点的人口为8627人。